# Горгони
Горго́ни (грец. Γοργόνες) — три сестри-страховиська: Стено, Евріала й Медуза. Назва походить від давньогрецького слова gorgós, що означає «страшний», і, як видається, виходить з того ж кореня, що й санскритське слово «garğ» (санскрит: गर्जन, гарджана, garjana), яке визначається як гортанний звук, подібний до гарчання звіра.
В «Іліаді» стверджується, що голова страховиська міститься на егіді Зевса, а в «Одіссеї» горгона — потвора підземного царства. Як у давньому епосі, так і в Евріпіда, за оповіддю якого, горгона породжена Землею і вбита Афіною, мова йде про одну горгону, тим часом Гесіод говорить про трьох горгон, що живуть за річкою Океан на заході.
Пізніші письменники переносять їх до Лівії (Геродот). Зображували горгон крилатими істотами з величезними головами, висолопленими язиками, вишкіреними зубами, часто зі зміями на голові або на тулубі. Найстрашніша з горгон, Медуза, єдина була смертна, тому Персей зміг відтяти їй голову. Усе, на що падав погляд Медузи, оберталося на камінь. Мистецтво довгий час зображувало Медузу потворою. Згодом, після Піндара, її стали змальовувати вродливою, хоч і надалі вона навіювала страх. Медуза була зґвалтована Посейдоном, від якого народила Хрісаора й Пегаса.
Пізніше слово «Медуза», втративши своє первісне значення, стало одним з імен Афіни.